# Carl Sturken e Evan Rogers
Carl Sturken e Evan Rogers são ambos compositores e produtores musicais, que trabalharam com artistas como Rihanna, Christina Aguilera, Christina Milian, Alsou, Rod Stewart, Kelly Clarkson e Emma Bunton. Trabalham em equipa e juntos ajudaram Rihanna a iniciar a sua carreira, ajudando inclusive a lançar o seu álbum de estreia Music of the Sun, para além de terem sido os principais produtores na SRP.